# Christian Friedrich August von Meding
Christian Friedrich August von Meding (* 22. Juli 1735 in Langenhagen; † 20. Januar 1825) war Erbherr auf Schnellenberg, nachmaliger Dompropst zu Naumburg und Erblandmarschall im Fürstentum Lüneburg sowie Genealoge und Heraldiker.

## Leben
Christian Friedrich August von Meding entstammte dem alten lüneburgischen Adelsgeschlecht von Meding. Bei seiner Geburt war er so schwach, dass ihm die Nottaufe zuteilwurde, und er blieb auch zeitlebens körperlich beeinträchtigt. Seine geistige Kapazität jedoch erfreute sich hervorragender Vitalität, aufgrund derer er ab dem Jahr 1753 die Universität Göttingen besuchte.
Seine Eltern besorgten ihm die Anwartschaft auf die Stelle des Domherren in Naumburg.
Nach einer Reise nach Paris mit seinem Jugendfreund Ludwig Albrecht Gebhardi wurde er 1762 am Domkapitel Naumburg als Domherr aufgenommen, nach 47 Jahren in dieser Position erwählte ihn das Kapitel 1806 zum Propst.
Nach dem Tod seines Bruders des Generalleutnants Ernst August von Meding (1711–1794), wurde er am 20. Februar 1795 in das Lüneburger Marschallamt, das seine Familie erblich innehatte, eingeführt.

## Werk
- Nachrichten von adelichen Wapen. 3 Bände, Johann Philipp Christian Reuß, Hamburg 1786–1791 Band 1, Band 2, Band 3